# We're Almost There
"We're Almost There" é uma canção de 1975,lançada como single do cantor Michael Jackson,e que foi o primeiro lançamento de seu álbum Forever, Michael,o último com a Motown.O single de Michael Jackson apresentou mais destaque do que as versões anteriores.

## Desempenho nas paradas musicais
| Parada (1975)                      | Posição |
| ---------------------------------- | ------- |
| Estados Unidos - Billboard Hot 100 | 54      |
| Estados Unidos - R&B/Hip-Hop Songs | 7       |
| Reino Unido - UK Singles Chart     | 46      |
| Austrália - ARIA Charts            | 4       |
| Turquia - Turquia Top 20 Chart     | 2       |

## Créditos
- Vocal por Michael Jackson
- Produzido por Brian Holland